# Sphere 1
El Sphere 1 fue un ordenador personal diseñado en 1975 por Michael Donald Wise (1949–2002), creador y presidente de la empresa Sphere Corporation, ubicada en la ciudad de Bountiful (cerca de Salt Lake City), en el estado de Utah de los EE. UU. Su producción cesó en 1977. El Sphere 1 está considerado como uno de los primeros ordenadores personales.
Operaba usando un procesador Motorola 6800 como CPU, una ROM de 1Kb, una RAM de 4Kb ampliables a 64Kb, todo integrado en una carcasa con monitor y teclado que disponía de teclas numéricas y de cursores separadas. 
Wise dijo que fue el "primer ordenador personal", ya que disponía de monitor, teclado y disquetera en lugar de cinta de papel. Cuando la revista Byte cumplió 5 años, publicó una historia de los equipos informáticos, donde incluyó al Sphere 1 como el primer personal indicando que los microcomputadores anteriores carecían de la interfaz de usuario integrada del Sphere 1.

## Características Técnicas
Sphere Corporation ofrecía su máquina con varias configuraciones:
- One-Card Computer - Versión especial para aficionados en una sola placa sin periféricos:
  - CPU: Motorola 6800
  - RAM: 4 KB
  - EPROM: 512 bytes, incluyendo el Program Development System
  - ROM con un programa monitor
  - RTC (reloj en tiempo real)
  - Entrada/Salida: 16 líneas digitales
  - Interfaz de comucación serie
  - Precio: 350 dólares en kit, 520 dólares ensamblado

- CPU Board - Placa base similar a la One-Card pero con espacio para más memoria (aunque salía con 4Kb) y ROM ampliada:
  - EPROM: 1 KB incluyendo además del Program Development System: cargador, editor, ensamblador, debugger, intérprete de comandos, cargador de cinta y utilidades
  - Precio: kit 522 dólares, montado 622 dólares

- Sphere 1 - Ordenador completo con estos componentes:
  - Placa "CPU Board"
  - Bus de expansión
  - Placa generadora de video que generaba 16×32 caracteres
  - Teclado ASCII completo, con teclado numerico y teclas de cursores adicionales
  - Caja que incluye la fuente de alimentación
  - Manuales y piezas accesorias
  - Precio: kit 860 dólares, montado 1.400 dólares *

- Sphere 2
  - Un Sphere 1 con una placa adicional de Interfaz serie, junto a una unidad de cintas de casete o bien un módem.
  - Precio: kit 999 dólares, montado 1.499 dólares *

- Sphere 3
  - Un Sphere 2 con la memoria RAM ampliada hasta 20 Kb usando una tarjeta adicional.
  - Precio: kit 1.765 dólares, montado 2.250 dólares*

- Sphere 4 era una unidad para aplicaciones profesionales
  - Un Sphere 3 con una unidad de disquetes en lugar de la cinta, que incluía un Sistema Operativo de Disco y una impresora de líneas de 65 LPM
  - Precio: kit 6.100 dólares, montado 7.995 dólares*

*: la versión montada se suministraba completamente ensamblada en la caja e incluía un chasis más grande con el monitor CRT incorporado
Los Sphere se ofrecían con un software pre-instalado en la memoria no volátil llamado Program Development System (Sistema de Desarrollo de Programas), que incluía un ensamblador, un editor, un depurador y una rudimentaria interfaz de línea de comandos invoca automáticamente por la máquina, con la que el usuario podría, entre otras cosas, cargar programas desde el reproductor de cinta y guardar su contenido en una ubicación de la memoria. También se ofrecían dos versiones del BASIC, una versión mínima de 1 KB en ROM, o bien un compilador extendido con características avanzadas (gestión de archivos, arreglos y cadenas) que necesita al menos 12 KB de memoria. El sistema era ampliable: podría soportar hasta 64 KB de RAM, podría manejar hasta 4 discos y podría utilizarse como un terminal en una red (hasta un máximo de 8 terminales).

## Ventas
Según palabras del propio Michael Wise en el Vintage Computer Festival (VCF 3.0  de octubre de 1999), "Sphere construyó dos modelos de computadoras personales y entregó 1.300 unidades en su corta vida. Alrededor de la mitad fueron vendidos como kits y el resto fueron vendidos montado."

## Origen del Ctrl-Alt-Del
Michael era consciente de que apagar y encender el equipo para borrar la RAM y otros circuitos podía ocasionar problemas en los chips de la época, por lo que buscó un método para limpiar la RAM (reinicio) sin quitar la corriente. Michael seleccionó tres teclas separadas del teclado para que fuera difícil pulsarlas por accidente, para lo que eligió Control-Alt-Del. Aunque a menudo se dice que fue un ingeniero de la IBM el que las eligió, Michael Donald Wise es reconocido por la empresa A-Systems como el que pensó en estas tres teclas para reiniciar el Sphere 1, cinco años antes de que nadie comenzara a trabajar en el IBM PC.